# 뒤영벌
뒤영벌(Bombus pascuorum, common carder bee)은 벌목 꿀벌과의 뒤영벌속에 속하는 벌이다. 애벌레 시기에 뒤영벌의 알과 꿀을 먹고자라는 남가뢰의 숙주이다. 여왕벌, 일벌등으로 계급이 구분되어 있다. 현재 한국의 농업계에서는 뒤영벌을 식물의 꽃가루를 옮기는 데 이용하고 있다.